# Neoanalthes nebulalis
Neoanalthes nebulalis is een vlinder uit de familie van de grasmotten (Crambidae). De wetenschappelijke naam van de soort is voor het eerst gepubliceerd in 1993 door Hiroshi Yamanaka en Valentina A. Kirpichnikova.
De soort komt voor in Taiwan.